# آبشار کوتنای
آبشار کوتنای (به انگلیسی: Kootenai Falls) آبشاری است به پهنای ۳۰۰ متر که در کشور ایالات متحده آمریکا واقع شده‌است و بلندترین ریزشگاه آن ۹ متر ارتفاع دارد.
حوضهٔ آبریز این آبشار، رود کوتنای است که میانگین سرعت جریان سالیانهٔ آن، ۳۶۸ مترمکعب بر ثانیه است.